# Ivanka Brekalo
Ivanka Brekalo (Essen, 1981.) je u Njemačkoj poznata glumica hrvatskih korijena. Dobitnica je brojnih nagrada.

## Filmografija
- 2008-2009/2010: Sturm der Liebe u ulozi Emma Strobl

## Vanjske poveznice
- DW World
- Webstranica Ivanke Brekalo  Arhivirana inačica izvorne stranice od 3. srpnja 2019. (Wayback Machine)